# Західні креси

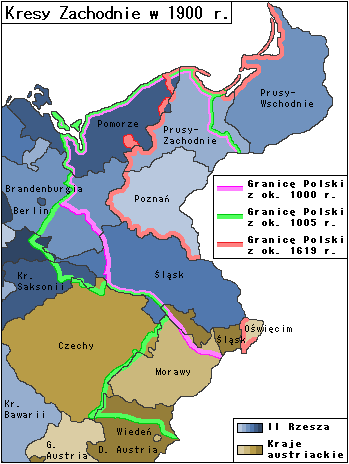
Східні території Німецького Рейху (Західні креси) у 1900 році та колишні території Польської держави з 1000 року (період ранніх П'ястів) та 1569 (період Першої Польської Республіки)

Західні креси (пол. Kresy Zachodnie) — термін, що використовується поляками в історичному контексті для позначення західної частини Речі Посполитої, приєднаної після її поділів до Королівства Пруссія. Ця назва стосується таких регіонів: Східна Померанія (Помералія або Західна Пруссія), Великопольща (провінція Позен), Вармія (за німецькою єпископство Ermland), а іноді і схід Верхньої Сілезії (Катовиці).
Цю назву використано після вкорінення поняття «Східні креси» (східні околиці) Яном Хризостом Захар'ясевичем у своєму романі «Na kresach», опублікованому в 1860 році, але термін не мав широкого вжитку.
Історія XIX століття цього регіону абсолютно відрізняється від історії решти території колишньої Речі Посполитої. Причиною повстань у 1806, 1846 і 1848 роках була боротьба за економічну домінацію між польською більшістю і великою німецькою меншиною.
Після Першої світової війни більша частина цього терену входила до складу Польської республіки.
Після 1945 року назва «Західні креси» була також використана на приєднаних територіях (див. Історична Східна Німеччина), які були заселені значною мірою за рахунок поляків зі Східних кресів після того, як відбулась етнічна чистка і депортація німців.